# Usharia glabra
Usharia glabra är en insektsart som beskrevs av Irena Dworakowska 1980. Usharia glabra ingår i släktet Usharia och familjen dvärgstritar. Inga underarter finns listade i Catalogue of Life.